# 稲葉正益
稲葉 正益（いなば まさよし）は、山城淀藩の第5代藩主。正成系稲葉家宗家9代。初名は正甫。通称は大学。官位は従五位下、従四位下、内匠頭、丹後守。

## 人物
第4代藩主・稲葉正親の長男。母は柴田某の娘（稲葉正直の養女）。
享保18年（1733年）8月28日、将軍徳川吉宗に御目見する。同年12月18日、従五位下・内匠頭に叙任する。享保19年（1734年）11月5日、父の死去により跡を継ぐ。延享4年（1747年）5月15日、奏者番に就任する。同年12月23日、寺社奉行の兼任となる。寛延3年（1750年）12月18日、従四位下に昇進する。ただし、奏者番兼寺社奉行は解任となる。宝暦6年（1756年）2月3日、淀城が焼失し、幕府から1万両を借用する。明和8年（1771年）9月28日、54歳で死去し、跡を長男の正弘が継いだ。法号は温良院。墓所は京都の妙心寺。

## 系譜
父母
- 稲葉正親（父）
- 柴田某の娘、稲葉正直養女（母）

正室、継室
- 伊達吉村の娘（正室）
- 丹羽高寛の娘（継室）

子女
- 稲葉正弘（長男） 生母は正室
- 稲葉正諶（次男）
- 稲葉正尹（三男）
- 仙石久功（四男）
- 立花種周正室
- 稲葉正峯正室